# Thomas Edward Campbell

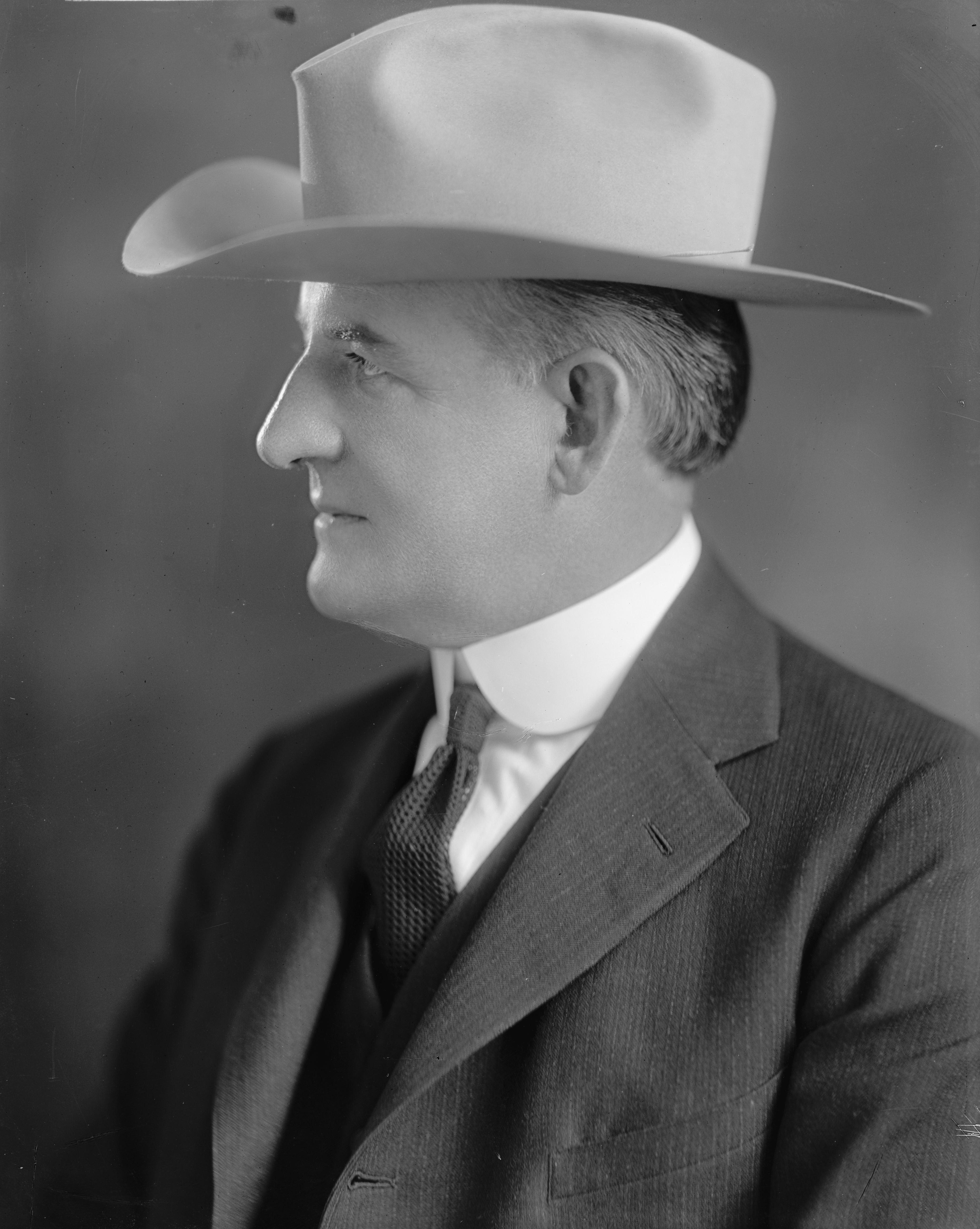
Thomas Edward Campbell

Thomas Edward Campbell (* 18. Januar 1878 in Prescott, Arizona; † 1. März 1944 in Phoenix, Arizona) war ein US-amerikanischer Politiker (Republikanische Partei) und zweimal Gouverneur des US-Bundesstaates Arizona.

## Frühe Jahre und politischer Aufstieg
Thomas Campbell ging auf die öffentlichen Schulen und besuchte ein Jahr lang das St. Mary's College in Kalifornien. Seine politische Laufbahn begann er 1894 mit der Stellung des stellvertretenden Postmeisters von Prescott. Später war er auch von 1902 bis 1905 der Postmeister von Jerome. Er war der Präsident der Rio Verde Cattle Company und der Direktor der Jerome-Verde Copper Company. Ferner war er auch zwischen 1900 und 1901 in der Territorial-Legislative von Arizona tätig. Er war von 1907 bis 1911 County Assessor des Yavapai County sowie wieder von 1912 bis 1915. In dieser Zeit kandidierte er auch 1914 als Republikaner für das US-Repräsentantenhaus.

## Gouverneur von Arizona
Am 7. November 1916 wurde er zum Gouverneur von Arizona gewählt. Dabei schlug er nur mit Mühe den früheren Gouverneur George W. P. Hunt. Am 22. Dezember 1917 ordnete der Arizona Supreme Court eine Nachzählung an und erklärte anschließend Hunt zum Sieger. Campbell verließ sein Amt am 25. Dezember 1917 und war anschließend für die United States Food Administration tätig. Er wurde dann 1918 ein weiteres Mal zum Gouverneur gewählt und 1920 bestätigt. Während seiner Amtszeiten waren seine primären Anliegen die gerechte Verteilung des Wassers des Colorado River und Arizonas Steuerstruktur. Seine Regierung verabschiedete ein Arbeiterabfindungsgesetz, bestätigte einen umfassenden Wasserkodex und ordnete ein Budgetsystem für die staatlichen Ausgaben. Campbell scheiterte bei seinem Versuch für eine erneute Wiederwahl, so dass er am 1. Januar 1923 sein Amt verließ.

## Weiterer Lebenslauf
Er blieb im öffentlichen Leben aktiv und war von 1923 bis 1924 Vorsitzender der Fact and Finding Commission on Federal Reclamation. Ferner war er zwischen 1924 und 1928 Mitglied des Republican National Committee sowie zwischen 1930 und 1933 Präsident der Civil Service Commission. Campbell erlitt am 1. März 1944 auf dem Gelände des Staatskapitols eine Gehirnblutung und verstarb im Alter von 66 Jahren. Er wurde in Phoenix beigesetzt.
Er war mit Eleanor Gayle verheiratet, das Paar hatte zwei gemeinsame Kinder.